# Cofattore (biologia)
In enzimologia, con il termine cofattore si intende una piccola molecola di natura non proteica o uno ione metallico che si associa all'enzima e ne rende possibile l'attività catalitica; infatti, la maggior parte degli enzimi che richiedono il legame a cofattori perde ogni funzionalità biologica in caso di sua assenza.
Termini più specifici per indicare differenti tipi di cofattore sono anche, a secondo dei casi: coenzima, cosubstrato o gruppo prostetico.
Un enzima privo del cofattore che ne rende possibile l'attività enzimatica è detto apoenzima. Il legame tra cofattore ed apoenzima (enzima non attivo) permette la formazione del cosiddetto oloenzima (detto anche oloproteina):
apoenzima + cofattore → oloenzima.
Le reazioni a cui partecipano i cofattori consistono solitamente nel trasferimento di qualche specie chimica (come un elettrone, un protone o un gruppo fosfato). Il cofattore è spesso utilizzato come accettore temporaneo di questi gruppi.

## Classificazione

### In base alla natura chimica
Sulla base della loro natura chimica, i cofattori sono suddivisi in cofattori inorganici o metallici (ioni) e in cofattori organici o coenzimi (piccole molecole organiche).

### In base all'interazione con l'enzima
I coenzimi, o anche alcuni cofattori metallici, possono legarsi all'enzima in modo covalente o attraverso legami deboli.
I coenzimi legati in modo covalente sono chiamati gruppi prostetici, mentre per i coenzimi legati in maniera debole si parla di cosubstrati, dal momento che in questo caso essi si legano all'enzima solo in occasione della catalisi della reazione (proprio come avviene per un substrato).

#### Cosubstrati
I cosubstrati sono in grado di associarsi e dissociarsi agevolmente dall'enzima; in questo caso il cofattore si trova associato all'enzima solo se esso sta catalizzando una reazione, altrimenti ne è dissociato.
I principali cosubstrati sono:
- l'ATP (coinvolto in reazioni di fosforilazione);
- l'ADP (accettore di gruppi fosfato);
- il NAD+ ed il NADP+ (accettori di elettroni e protoni, grazie a reazioni di riduzione);
- il NADH/H+ ed il NADPH/H+ (donatori di elettroni e protoni, grazie a reazioni di ossidazione );
- il piridossalfosfato (PLP) (cofattore delle amminotransferasi).

#### Gruppi prostetici
I gruppi prostetici sono molecole non proteiche strettamente legate ad una proteina (spesso un enzima), attraverso un legame covalente o un legame di coordinazione, da cui non si distaccano né durante il corso della reazione, né ad enzima inattivo.
I principali gruppi prostetici sono:
- il gruppo eme dell'emoglobina, o meglio dei citocromi (non essendo l'emoglobina normalmente considerata un enzima);
- la biotina nelle carbossilasi;
- il FAD.

### Classificazione alternativa
Talvolta i cofattori vengono classificati in base al tipo di reazione che sono in grado di catalizzare. Si distinguono dunque cofattori di ossidoriduzione e cofattori di trasferimento di gruppi.
Tra i cofattori di ossidoriduzione figurano:
- Nicotinammide adenina dinucleotide (NAD+/NADH,H+);
- Nicotinammide adenina dinucleotide fosfato (NADP+/NADPH,H+);
- Flavina mononucleotide (FMN/FMNH2);
- Flavin adenina dinucleotide (FAD/FADH2);
- Coenzima Q (CoQ/CoQH2);
- I citocromi (Cyt[Fe2+]/Cyt[Fe3+]).

Tra i cofattori di trasferimento di gruppi figurano:
- Adenosintrifosfato (ATP/ADP/AMP);
- Citosintrifosfato (CTP/CDP/CMP);
- Guanosintrifosfato (GTP/GDP/GMP);
- Timidintrifosfato (TTP/TDP/TMP);
- Uridintrifosfato (UTP/UDP/UMP);
- Coenzima A (CoA-SH);
- Tiamina pirofosfato (TPP);
- Acido lipoico o lipoato;
- Piridossalfosfato (PLP);
- Biotina (vitamina B8).

## Caratteristiche
Nell'uomo ed in molti organismi superiori, i cofattori debbono spesso essere introdotti con l'alimentazione (come avviene per molte vitamine), mentre tra i procarioti esistono delle vie metaboliche, spesso molto complesse, che permettono alla cellula di sintetizzare tutti i cofattori necessari alla propria sopravvivenza a partire da una fonte di carbonio (prevalentemente glucidi).
Esistono una ventina di cofattori a fronte di più di duemila enzimi: la specificità della reazione dipende unicamente dall'apoenzima e non dal cofattore. Al contrario dei substrati, che sono trasformati durante la reazione enzimatica, i cofattori finiscono sempre per tornare al loro stato iniziale. Eccezioni sono i cofattori impiegati nella catalisi delle reazioni di ossidoriduzione; una molecola che funziona cedendo elettroni al substrato deve poi riacquistarli, in una reazione a parte, per essere nuovamente funzionale. Il NAD+ dopo aver coadiuvato l'enzima nell'ossidazione del substrato (trasformandosi in NADH) deve essere riportato nella forma iniziale, cedendo gli elettroni acquisiti, ad esempio, alla catena di trasporto degli elettroni.
Nella loro struttura chimica i cofattori sono, in massima parte, ricchi di elettroni π (per uno o più nuclei ciclici), che conferiscono le loro proprietà catalitiche. Reagiscono stechiometricamente (mole a mole) alla reazione enzimatica.

## Esempi
Molti coenzimi sono coinvolti nel trasporto di gruppi chimici. Ad esempio, il NAD+ è un carrier di elettroni in reazioni di ossidoriduzione. NAD+ è in grado di accettare un protone (H+) e due elettroni (e-) da un substrato, a formare il NADH. NADH è in grado di donare questi elettroni ad un secondo substrato, rigenerandosi a NAD+. Dunque, NAD+ è in grado di trasferire elettroni dal primo substrato (che diventa ossidato) al secondo (che diventa ridotto).
Il piridossalfosfato (PALP) è un coenzima utilizzato dalle amminotransferasi e dalle carbossilasi. La catalisi avviene in due passaggi: nel primo viene catalizzata, ad esempio, la deaminazione degli amminoacidi ad alfa-chetoacidi. Nel secondo passaggio il gruppo amminico estratto viene trasferito ad un altro alfa-chetoacido (il cosiddetto meccanismo ping-pong-bi-bi, secondo Wallace W. Cleland), che diventa così un amminoacido. Il piridossalfosfato viene rigenerato in questo caso sullo stesso enzima, anche in questo caso in due passaggi. Considerazioni analoghe valgono anche per la reazione di decarbossilazione, che prevede l'idrolisi dell'intermedio legato all'enzima.
Un altro esempio è il coenzima A (CoA), che, in forma libera o acetilata prende parte a diversi passaggi del ciclo dell'acido citrico e al metabolismo degli acidi grassi. Allo stesso modo, nel ciclo dell'acido citrico, hanno un ruolo i coenzimi flavina adenina dinucleotide (FAD) e nicotinammideadenindinucleotide (NAD). Altri coenzimi, come l'adenosintrifosfato (ATP), trasportano interi gruppi, per esempio residui fosfato.
Il coenzima Q (nella sua forma Q10) o ubichinone è stato reso popolare dalle sue proprietà rassodanti per la pelle, secondo quanto riferito nelle pubblicità dei produttori di cosmetici. L'ubichinone è un trasportatore di elettroni che lavora nella catena di trasporto degli elettroni operando su diversi complessi proteici.

## Cofattori utilizzati in natura
La lista completa dei cofattori, stilata dalla Enzyme Commission della International Union of Biochemistry and Molecular Biology (IUBMB)
- Idrossi-DOPA

- NH4+
- Acido ascorbico (vitamina C)
- Adenosintrifosfato (ATP)
- Cadmio (Cd)
- Calcio (Ca)
- Cobalamina (vitamina B12)
- Coenzima A (CoA)
- Cobalto (Co)
- Dipirrometano
- Ditiotreitolo
- Cationi divalenti
- Cationi monovalenti
- Ferro (Fe)
- Cluster ferro-zolfo (Fe-S)
- F420
- Flavinadenindinucleotide (FAD)
- Gruppi Fe-Mo
- Flavina
- Flavoproteina
- FMN
- Glutatione (GSH)
- Eme
- Eme-tiolato
- Potassio (K)
- Rame (Cu)
- Acido lipoico
- Magnesio (Mg)
- Manganese (Mn)
- Molibdeno (Mo)
- NADH e NADPH
- Sodio (Na)
- Nichel (Ni)
- Nicotinamidadenindinucleotide (NAD)
- Pirrochinolina chinone
- Protoporfirina IX
- Pterina
- Piridossalfosfato (PLP)
- Piruvato
- Flavina ridotta
- Selenio (Se)
- Tetraidrobiopterina
- Tiamina pirofosfato
- Vanadio (V)
- Tungsteno (W)
- Zinco (Zn)